# Esperiet
Het mineraal esperiet is een lood-calcium-zink-silicaat met de chemische formule PbCa3Zn4(SiO4)4. Het mineraal behoort tot de nesosilicaten.

## Eigenschappen
Het doorschijnend tot opake witte esperiet heeft een glasglans, een witte streepkleur en de splijting is onduidelijk volgens een onbekend kristalvlak. Esperiet heeft een gemiddelde dichtheid van 4,421 en de hardheid is 5. Het kristalstelsel is monoklien en het mineraal is niet radioactief.

## Naamgeving
Het mineraal esperiet is genoemd naar de Zweedse petroloog en professor van Harvard, Esper Signius Larsen, Jr. (1879 - 1961).

## Voorkomen
Esperiet is een zeldzaam mineraal dat voornamelijk samen met larseniet voorkomt in gemetamorfoseerde zink-ertsen. De typelocatie is Franklin, Sussex county, New Jersey, VS.